# 蜀州 (唐朝)
蜀州，唐朝时设置的州。
垂拱二年（686年），析益州置，治所在晋原县（今四川省崇州市）。下辖晋原县、清城县（730年改为青城县）、唐隆县（今崇州市江源镇东岸，武周693年—705年改为武隆县，712年改为唐兴县，757年改为唐兴县）、新津县。辖境相当今四川省崇州、新津等市县及都江堰市部分地区。天宝元年（742年）改唐安郡。乾元元年（758年）复改蜀州。宋朝时，属成都府路。南宋淳熙四年（1177年）升为崇庆府。
唐朝蜀州刺史
- 闾丘某（694年）
- 张柬之（698年）
- 武太冲（武周时）
- 樊㤾（唐中宗时）
- 钟绍京（710年）
- 李祎（710年）
- 平嗣先（724年—725年）
- 李忠徇（729年）
- 杨励本（730年—732年）
- 李钧（开元年间）
- 周鹏年（开元年间）
- 史泰（开元末年）
- 唐安郡太守
- 王缙（乾元年间）
- 李岘（759年）
- 高适（760年—761年）
- 崔某（761年）
- 李忠勇（762年）
- 李峄（大历年间）
- 李渐（大历年间）
- 韩洄（781年—784年）
- 裴察（贞元年间）
- 皇甫澈（798年—802年）
- 房式（802年—805年）
- 崔能（806年—811年）
- 第五申（元和年间）
- 孟存（长庆年间）
- 李承休（大中年间）
- 刘璐（大中年间）
- 郑允谟（咸通年间）
- 阳琯（872年）
- 王兹（881年）
- 任从海（890年）
- 徐公鉥（890年）
- 李行周（890年）
- 张无息（大顺、景福年间）
- 王宗瑶（景福年间）
- 王宗绾（唐昭宗时）
- 李师泰（896年）
- 周德权（897年）
- 韩湑